# Eublemma apicipunctum
Eublemma apicipunctum là một loài bướm đêm trong họ Erebidae.